# Eddie Taylor (Guyanees zanger)
Eddie Taylor (Guyana, 31 maart 1949) is een Guyanees-Nederlands zanger. Hij was leadzanger van de Swinging Soul Machine en van 2013 tot 2016 van zijn eigen Taylor Made Band. Verder zong hij voor een groot aantal andere bands, waaronder The Jody Singers en sinds 2015 voor Piccadillia. Als achtergrondzanger zong hij voor meerdere bekende Amerikaanse en Nederlandse artiesten. Hij was in 1992 als deelnemer te zien bij het Nationale Songfestival en in 2019 bij The Voice Senior.

## Biografie
Eddie Taylor begon zijn professionele zangcarrière op zestienjarige leeftijd. Vanaf zijn beginperiode schrijft hij ook liedjes en produceert en arrangeert hij muziek. Hij zong in het voorprogramma van The Trammps en als achtergrondzanger van bekende Amerikaanse artiesten als Ben E. King, Sam & Dave, King Floyd en Mighty Sparrow. Sinds circa 1981 woont hij in Nederland.
Hij vervolgde zijn loopbaan als achtergrondzanger voor opnieuw Amerikaanse artiesten, als James Brown, The Three Degrees en Tavares, en ook Nederlandse artiesten als BZN, Willeke Alberti, Candy Dulfer, Gordon, Glennis Grace en Babette van Veen. Met Anita Meyer en Lee Towers werkte hij in 1992 mee aan het Gala of the year with Anita & Lee. Ook zong hij commercials in, zoals voor Heineken (Killian's), Bacardi, de Nederlandse Spoorwegen en FBTO. Daarnaast was hij de leadzanger van de Swinging Soul Machine en maakte hij deel uit van The Jody Singers.
Toen The Jody Singers zich steeds meer bezig gingen houden met achtergrondzang, formeerde hij in 1991 samen met Wayne Flournoy (Florida) en Bram Laisina (Barneveld) de muziekgroep Web City. Een jaar later richtten zij op initiatief van Jody Pijper voor de gelegenheid de zanggroep Fantasyx op waarmee zij deelnamen aan het Nationale Songfestival van 1992. Het nummer Met mij gaat het goed kwam niet verder dan de negende plaats. In de jaren erna is hij ook te horen als achtergrondzanger in de animatiefilms FernGully (1992), The Lion King I (1994) en The Lion King II (1998) en is hij voice-over.
Taylor bracht enkele cd's uit die geen notering in de hitlijsten bereikten. Hij maakte deel uit van een groot aantal bands, waaronder sinds 2015 van Piccadillia en van 2013 tot 2016 zijn eigen band Taylor Made Band.
In 2019 nam hij deel aan The Voice Senior, waarin hij koos voor Angela Groothuizen als coach.